# Fuente de los Leones (Conil de la Frontera)
La Fuente de los Leones es una fuente histórica ubicada en el municipio gaditano de Conil de la frontera (Andalucía, España).

## Historia
Antes estaba ubicada en la Plaza de España, en el casco antiguo, donde luego fue colocada entre las Calles de la Laguna, la de Federico García Lorca y la Bilbao. Ejerció como glorieta hasta 2021, año en que se reformó la Calle Laguna. 
Hoy simplemente es un monumento histórico y un punto de referencias para las quedadas.
Data de la época medieval y es una obra maestra de la ingeniería hidráulica. Es de estilo árabe y representa a los leones de la Alhambra. Como su nombre dice, representan a unos cinco leones de piedra juntos, situados en medio del agua. 
Por último la Fuente de los Leones es un lugar de importancia histórica.

## Amenazas

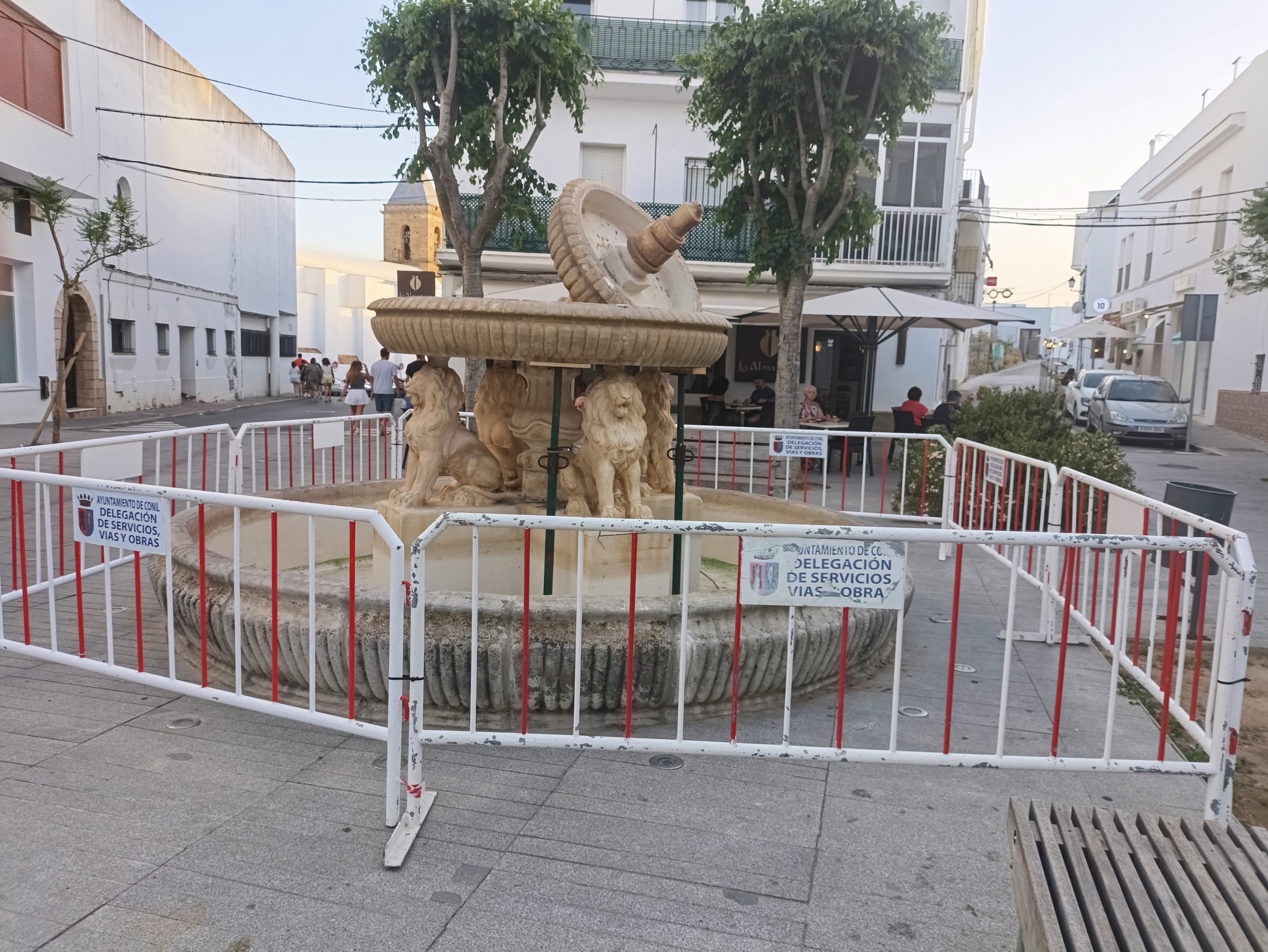
Dañada por Vandalismo

El 29 de mayo de 2025 en plena noche, unos Vándalos rompieron la fuente. La parte de arriba fue arrancada y algunos trozos rotos. Aunque no se sabe quienes han sido, el ayuntamiento y la policía está investigando a los presuntos, para así sancionarlos.